# Project Zero : Le Masque de l'Éclipse Lunaire
Project Zero : Le Masque de l'Éclipse Lunaire, connu sous le nom Zero: Tsukihami no Kamen (零 月蝕の仮面, littéralement Zero: Masque de l'Éclipse Lunaire) au Japon et Fatal Frame: Mask of the Lunar Eclipse en Amérique du Nord, est un jeu vidéo de type survival horror développé par Tecmo et Grasshopper Manufacture, et édité par Nintendo en 2008 au Japon sur Wii. Il est le quatrième volet de la série Project Zero.
Une version remastérisée sortira mondialement en 2023 sur Nintendo Switch, PlayStation 4, PlayStation 5, Windows, Xbox One et Xbox Series.

## Synopsis
« Les choses dont personne ne se souvient s'effacent-elles de la réalité, comme si elles n'avaient jamais existé ? »
Cette question résonne dans la tête de Ruka, qui n'a aucun souvenir de son enfance, tout comme quatre de ses amies, Marie, Tomoe, Misaki et Madoka. Toutes les cinq, elles avaient été enlevées par You Haibara, mais libérées par un agent de police Choushiro Kirishima. Son seul souvenir, c'est cette mélodie envoutante, jouée sur cette scène. Des gens masqués tiennent des bougies, et sont tous au tour de la plateforme circulaire, là où cinq petites filles jouent la mélodie. Au centre, une femme masquée elle aussi, danse, observée par la lumière de la lune. Elle semble hypnotisée par la musique. Soudain, la masquée s'arrête et lève la tête. Son masque se brise et... C'est le noir. 
Après la mort mystérieuse de Marie et Tomoe, Misaki et Madoka décident de retourner sur le lieu où elles avaient été emmenées : l'île de Rougetsu. Mais arrivées sur les lieux, les deux amies se perdent de vue, alors que Misaki poursuivait une fille en noir qui lui rappelait quelqu'un. Peut être une personne qu'elle connaissait avant ses pertes de mémoires ? N'ayant aucune nouvelles de ses amies, Ruka part à leur recherche avec une photo d'elle et de sa mère qui se tiennent devant un bâtiment, et découvre ce dernier qui se révèle être un hôpital. En visitant elle retrouve quelques souvenirs perdus et tombe sous le choc en voyant le fantôme au visage déformé d'une personne qu'elle connait bien. Durant son parcours pour retrouver son père qu'elle avait perdu de vue après avoir quitté l'île, les fantômes des patients torturés et les infirmières suicidaires essaieront de la tuer. Les trois personnages découvriront aussi pourquoi elles ont perdu la mémoire et quel était le but de la danse envoutante de la femme masquée.
Pendant ce temps, Choushiro Kirishima - devenu détective privé - se réveille devant l'entrée de l'hôpital alors qu'il était à terre. Au loin il aperçoit You Haibara et décide de le suivre. En effet, You Haibara (le fils du directeur de la clinique) n'a jamais été attrapé par la police, et est maintenant recherché pour avoir pratiqué des expériences illicites sur les patients de la clinique aux conséquences mortelles sur certains. Avant de disparaître de la circulation, il faisait des recherches sur une étrange maladie propre de l'île : le syndrome de Getsuyuu ou Luna Sedata Syndrome dont les cinq filles enlevées étaient et sont atteintes. Le poursuivant à travers la clinique et le manoir Haibara, il découvrira le lien entre You et la femme masquée ainsi que l'existence d'une mystérieux rituel et tombera sur les cinq filles enlevées, ou plutôt leur fantôme du passé.
Qui est impliqué dans ces enlèvements, comment cette fille en noir connait Misaki, où est le père de Ruka, pourquoi les fantômes ont le visage difforme ?
Les quatre personnages comptent bien le découvrir.

### Quête annexe
Une quête annexe est proposée et dure tout le jeu. 79 poupées Hōzuki sont disséminées partout sur l'île et attendent d'être dénichées. Ses petites poupées au kimono rouge sont censées protéger l'endroit où elles sont, et vous devrez les photographier ! Souvent bien cachées, le joueur peut passer de longues heures à les chercher, avec à la clef, une surprise de taille ! Sur les poutres au plafond, derrière un buisson, une porte ou juste sous votre nez, les développeurs n'ont pas manqué d'idées pour faire durer l'aventure qui est déjà complexe. Mais grâce à une fonction trouvée au cours du jeu, la tâche peut devenir facile, car ce bonus permet d'entendre un carillon si l'on passe près d'une de ces petites choses.

## Système de jeu
Le jeu se joue originellement avec la télécommande Wii et le Nunchuk.
Le jeu est découpé en 13 chapitres, où il est possible de jouer quatre personnages (Ruka Minazuki Yomotsuki, Misaki Asou, Madoka Tsukimori et Choushiro Kirishima). Dans chaque chapitre, un personnage différent est joué, sauf à la fin du jeu où seulement un personnage est contrôlable. Au début de chaque chapitre, une illustration représentant le visage du personnage sur un fond aux tons jaunes et avec le titre du chapitre est présenté juste après la cinématique signifiant la fin de celui-ci.
Comme dans chaque jeu de la série, des objets récupérables s'entassent dans l'inventaire avant de pouvoir être utilisable. Deux types d'objets sont disséminés dans l'aventure. Il y a deux objets qui permettent de remonter la jauge de vie : l'Eau sacrée et l'Herbe médicinale. L'eau sacrée a des effets plus puissants que l'herbe, car elle permet de remonter la vie au maximum, alors que l'herbe redonne un tiers de vie environ en mode de jeu normal. Il est possible d'en cumuler jusqu'à 99 de chaque.

## Personnages

### Protagonistes
Ruka Minazuki (水無月 流歌) : Ruka est née et a grandi sur l'île de Rougetsu, avant de partir sans son père, qui était fabricant de masque. Son visage reste flou dans la tête de la jeune fille de 17 ans, et elle n'a presque pas de souvenirs de lui. Sa mère lui a appris à jouer du piano dès son plus jeune âge. Diagnostiquée du syndrome de Getsuyuu, elle a été hospitalisée à l'Hôpital Haibara, où elle rencontra Misaki et Madoka. Elle occupait alors la chambre 208, étage des patients gravement atteints. 
Après plusieurs jours sans nouvelles de ses deux amies, Ruka part à leur recherche dans le but de retrouver son père.
Misaki Asou (麻生 海咲) : Misaki est une lointaine descendante du Dr Kunihiko Asou, homme ayant mis au point la Camera Obscura et la Lampe Spectrale. Misaki n'utilise pas la même Camera Obscura que Madoka et Ruka. En venant sur l'île de Rougetsu accompagnée de Madoka, elle a pris « l'appareil photo de la maison ». Intriguée et effrayée par une vision d'horreur et l'apparition d'une jeune femme en noir dans son miroir lui disant de retourner sur l'archipel, elle veut à tout prix découvrir son lien avec cette fille lui rappelant vaguement quelqu'un.
Mais arrivées sur les lieux, Misaki perd très vite Madoka de vue, celle-ci ayant été interpellée par la jeune femme en noir et ayant décidé de la suivre. 
Diagnostiquée du Syndrome de Getsuyuu, elle fut emmenée à la clinique Haibara, où elle rencontra Ruka, Misaki et une jeune femme mélancolique et d'une beauté saisissante. Elle occupait la chambre 210, étage des patients gravement atteints.
Choushiro Kirishima (霧島 長四郎) : Détective anciennement agent de police, c'est lui qui a découvert les cinq filles après leur enlèvement. Depuis 10 ans, il recherche You Haibara le ravisseur et tueur en série. Ayant quitté son travail pour se consacrer à ses recherches, il repère la trace de Haibara sur l'île de Rougetsu. Lors de ses recherches, il découvre que You est le fils de Shigeto Haibara, le directeur de la clinique où les filles avaient été retrouvées. Son but dans l'aventure est de comprendre pourquoi tous les habitants de l'île sont morts, avec leur visage déformé de frayeur, se couvrant la tête de leurs mains, mais aussi le détective veut absolument arrêter You Haibara & ses complices.
Quand il se réveille alors qu'il était à terre devant l'entrée de l'hôpital, il aperçoit Haibara qui tente de fuir. Il décide donc de le suivre et se rappelle la promesse qu'il a fait à la mère de Ruka, qu'il connait très bien : « Retrouvez ma fille, M. Kirishima, je vous en prie ».
C'est le premier personnage de la série qui n'utilise pas la Camera Obscura, mais la Lampe Spectrale, inventée aussi par le Dr Asou, et aux pouvoirs semblables à ceux de la Camera.
Madoka Tsukimori (月森 円香) : Amie proche de Misaki. Jeune fille de 17 ans aussi, elle est obsédée par le peur que son amie retrouve la mémoire et se souvienne de cette fille en noir. Timide et peureuse, elle suit Misaki partout où elle va et la perdre de vue serait la pire chose qui pourrait lui arriver. Elle descend d'une famille de prêtresses et d'érudites d'une beauté incroyable selon le Dr Asou, et a un lien de parenté avec Ruka. À l'époque où elle occupait la chambre 203, étage des patients moyennement atteints, elle était persécutée par une fille aux longs cheveux noirs et au sourire diabolique, qui tua le canari de Madoka avec une paire de ciseaux qui était son outil de torture préféré & poussa Madoka du haut de l'escalier menant aux chambres. Mais quel est son nom, et où est elle à présent ? Madoka compte bien le découvrir.

### Antagonistes

#### Principaux
La femme masquée : ayant un lien de parenté avec You Haibara (vous découvrez lequel dans le jeu), elle est la femme qui dansait au clair de lune dans les souvenirs de Ruka. Son personnage se présente sous deux aspects : le premier qu'on peut qualifier de normal, elle porte une robe toute simple avec ses cheveux parfaitement coiffés, et un deuxième aspect où elle porte un kimono rouge et ses longs cheveux noirs sont décoiffés, exactement comme dans le souvenir de Ruka, où elle portait aussi un masque & tout le monde n'avait d'yeux que pour elle. Que s'est il passé pour qu'elle s'arrête et que son masque se casse sans raison ? A-t-elle un lien avec cette fille en noir, ces apparitions à glacer le sang, la mort des résidents de l'île et les suicides des infirmières ?
You Haibara : ce ravisseur et meurtrier de 27 ans a pratiqué nombre d'expériences sur les malades de l'hôpital, tuant certains sans s'en soucier. Se sentant coupable du coma dans lequel une personne qui lui est chère est plongée, il fait tout pour se faire pardonner auprès d'elle, faisant mintes fois des recherches dans le bureau de son père, le directeur de la clinique qui lui aussi est tombé dans la dépression depuis que sa femme s'est suicidée à cause de la maladie. Cherchant à fuir Kirishima, il se cache dans l'hôpital et lui fait partager ses douloureux souvenirs ? Mais est ce vraiment You, ou son fantôme ? Autrefois, il appréciait beaucoup la compagnie de sa sœur et de la fille qui persécutait Madoka, ayant la même cruauté tous les deux, à l'inverse de la sœur de You, qui était renfermée mais d'une grande sagesse.
Tsubaki Tono : cette femme qui était infirmière à l'hôpital Haibara mourut d'une crise cardiaque en même temps que cinq autres personnes et était atteinte du Syndrome de Getsuyuu. Elle était à un stade avancé mais ce n'était pas son souci principal. Elle avait beaucoup de patience pour les patients de la clinique. Durant le jeu, c'est elle qui guide parfois les personnages, surtout Choushiro ; elle lui indique où You est allé le plus souvent, mais Tsubaki le guide aussi vers là où elle avait l'habitude de se rendre. Son fantôme se présente sous deux formes, comme la femme masquée : une forme normale, avant sa mort, où elle est habillée en infirmière et une autre où elle porte les habits que Tsubaki avait quand elle est morte. Durant ses journées à la clinique, elle était responsable du 3e étage.

#### Patients et Infirmières
Patients : une dizaine de patients essaieront de vous barrer la route. De la femme délaissée par son mari et qui s'est pendue à l'homme qui rampe et peint ses visions horribles, une grande variété de fantômes vous pourchassera, mais deux fantômes en particulier mettront votre vos nerfs à rude épreuve : deux jumelles ou plutôt ce qu'il en reste car après avoir tué sa sœur, Kageri Sendou est devenue folle et a fabriqué une poupée semblable à sa sœur Kaoru (Kageri l'appelle Watashi, « Je » ou « Moi » en japonais), un pantin désarticulé toujours dans son fauteuil roulant que Kageri pousse toute la journée et qui le soir couche sa sœur dans un cercueil avant de le refermer.
Infirmières : Quelques infirmières et un assistant seront à vos trousses durant l'aventure. Une infirmière suicidaire, un assistant  psychopathe, une réceptionniste folle armée et bien d'autres surprises attendent dans les ténèbres.

## Divers
- La version Wii du jeu n'a pas été localisé hors du Japon. Un patch français a alors été réalisé par des fans. Ils avaient commencé depuis le patch anglais, mais il y avait trop de fautes. Ils ont donc traduit directement depuis la version originale japonaise.
- Ce quatrième volet se déroule avant les trois premiers volets (nous sommes ici en 1980 et les trois autres en 1986 et 1988) affiche quelques nouveautés comme l'utilisation d'un nouveau outil pour combattre (la Lampe Spectrale) ou la possibilité d'acheter des objets comme l'eau sacrée et l'herbe médicinale, ou des Films dans la boutique.
- Pour aider le joueur dans l'aventure, le jeu ouvre automatiquement la carte pour indiquer où se trouve la porte débloquée/à débloquer à chaque fois que vous trouvez une clé ou photographiez un endroit donné.
- Dans le Menu, un album avec tous les fantômes et leur description est disponible, et la plupart des fantômes sont sous leurs deux formes (normal et visage déformé)
- Il y a 4 modes de difficulté : Facile, Normal, Difficile, & Horrible, et un Mode Mission disponible après avoir fini une fois le jeu. Dans les dix niveaux de difficulté disponibles[6], vous combattez les fantômes rencontrés au cours de votre partie. La fin de la mission dépend de votre réussite à la tâche donnée au début, ou de votre échec qui varie selon la cause de ce dernier (fin du temps imparti, game over, épuisement des ressources...). Vous n'avez pas l'occasion de choisir votre personnage durant les missions, et vous possédez un nombre limité de films et d'herbes.
- Jouer au jeu en New Game Plus en Mode Horrible débloque une nouvelle fin.
- En faisant telle ou telle action, comme terminer le Mode Missions ou photographier 20,40,60 ou les 79 poupées Hōzuki, le joueur peut débloquer des costumes, des lentilles et des accessoires pour les personnages.

## Accueil
Le jeu a été bien accueilli par la presse spécialisée.
- Edge : 8/10[7]
- Eurogamer : 7/10[8]
- Famitsu : 34/40[9]
- Nintendo Life : 8/10[10]